# Endeitoma perforata
Endeitoma perforata is een keversoort uit de familie somberkevers (Zopheridae). De wetenschappelijke naam van de soort werd in 1888 gepubliceerd door Thomas Blackburn.